# 莲花山脉
莲花山脉，古称揭阳山或揭阳岭，位于中国广东省东部，东北连接福建博平岭，起于粤、闽两省边境大埔县和梅县区交界的阴那山一带，西南止于大亚湾惠州水底山一带，並接入深圳梧桐山及香港北區紅花嶺，它由凤凰山、莲花山、大北山、小北山、大南山、南阳山、桑浦山等山脉组成，长约400公里，为东江、梅江与沿海独流入海河流的分水岭。莲花山主峰是惠东县与海丰县交界的分水岭上最高峰，海拔1337.3米，自东北向西南延伸，高峰有铜鼓嶂、莲花山、阴那山等，海拔1千米以上的山峰有17座。
蓮花山得名自世居於此環境的客家人。其認為此山狀似蓮花向上托起之態，故以蓮花山稱之。

## 主要支脉

### 乌禽嶂山
乌禽嶂山位于惠东县境东北部与紫金县交界处。是横贯惠东县域北部的大山脉，其支脉还有癞痢嶂支脉。其主峰乌禽嶂海拔1186.2米，因其岩石突兀似屹立猛禽而得名。这里有我国最大的中华穿山甲种群，是中华穿山甲的庇护所。。

### 桑浦山
桑浦山在汕头、潮州、揭阳三市交界处，北回归线从这里经过，海拔484米，绵亘27公里。潮汕西南的榕江和东北的韩江流经桑浦山。地势扼要，风门古径（四大古径之一）古时为潮州通往潮阳必经之路，现在，206国道从山下经过，粤东最大民用机场揭阳潮汕机场又选址于其南麓天鹅山。。

### 凤凰山
位于广东省潮州市潮安县和梅州市丰顺县交界，主峰凤凰髻（又称为鸟髻）海拔1,497.8米，是潮州市第一高峰，凤凰山是潮汕地区的少数民族畲族的民源和聚居地，更为出名的就是凤凰山更是中国名茶“凤凰单枞”的主产区。。

### 大南山
位于中国广东省汕头市潮南区、普宁市、揭阳市惠来县交界处，东西方向最长约50多公里，南北方向最宽为30多公里，面积1000平方公里左右。在潮南区境内最高峰为海拔521米的雷岭峰，普宁境内最高峰为海拔972米的望天石峰。大南山内有省级广东大南山森林公园以及多个文物旅游景点。

### 小北山
位于中国广东省汕头市潮阳区与普宁市的交界处，从普宁市铁山蛇仔陵，自西北往东南延伸达34公里。在潮阳区境内最高峰为海拔447.2米的大尖山，另外较高的丘陵还有西北部大寨顶海拔386.1米的东山，海拔406.3米的西山，中部海拔356.6米的烟墩山，东部海拔278.4米的鸟尾山，其余大多为低于150米的低丘与台岗阶地。

### 大北山
大北山位于中国广东省揭西县，平均海拔700多米，最高峰海拔1100米，薄云轻绕，山峦苍翠，水域众多，原始森林茂密，拥有70多种稀有树种，其中福建柏被定为国家一级保护植物。。

### 紫金县的莲花山支脉
紫金县境内莲花山支脉分东、西、中列。武顿山又名乌凸，紫金县第一高峰，韩江上游琴江发源地之一，主峰海拔1232.9米。 位于南岭镇南端，与陆河县交界，与文笔峰相邻。。